# Stationäre Hausgemeinschaft
Stationäre Hausgemeinschaften sind eine spezielle Form von Heimen für ältere und pflegebedürftige Menschen.
Sie entstanden in Deutschland um das Jahr 2000 und stehen konzeptionell für die Abkehr vom institutionalisierten Heim und für die Hinwendung zum begleiteten, sich am Alltag orientierenden Lebensraum im Heim. Von den knapp über 700.000 stationären Pflegeplätzen in Deutschland befinden sich schätzungsweise 10.000 in vollstationären Hausgemeinschaften. Nach dem Gliederungsvorschlag des Kuratoriums Deutsche Altershilfe (KDA) werden stationäre Hausgemeinschaften auch als „4. Generation des Altenpflegeheimbaus“ in Deutschland bezeichnet.
Ein Beispiel aus jüngster Zeit sind die KDA-Quartiershäuser. Sie ermöglichen ein Leben in der Öffentlichkeit und Gemeinschaft und schützen zugleich das Recht auf Privatsphäre und Selbstbestimmung.

## Konzeption
Die Leitidee Stationärer Hausgemeinschaften ist es, deren Mitgliedern ein Leben in alltagsnaher Normalität zu ermöglichen und zugleich Sicherheit und Geborgenheit zu gewähren. In einem Heim der vierten Generation leben jeweils kleine familienähnliche Gruppen mit 8 bis 14 Bewohnern. Angestrebt wird, das alltägliche Leben von permanent anwesenden Bezugspersonen zusammen mit den Bewohnern und gegebenenfalls den Angehörigen zu organisieren. Der Alltag ist wie ein Familienhaushalt organisiert, klassische Pflege wird nur bei Bedarf eingesetzt. Der explizite Grundsatz einer Gleichwertigkeit von Pflege, Betreuung, Begleitung und Hauswirtschaft ist eine schwierige Aufgabe für die Mitarbeiter. Zum Gelingen einer Hausgemeinschaft ist daher ein schlüssiges Personalkonzept unabdingbar.
„Präsenzmitarbeiter“ sind Mitarbeiter, welche die Bewohner einer Hausgemeinschaft im täglichen Alltag begleiten. Sie übernehmen Managementaufgaben, die zum Beispiel in der häuslichen Pflege von den pflegenden Angehörigen übernommen werden. Sie tragen die Verantwortung für die Hauswirtschaft, Betreuung und gegebenenfalls für Teile der Pflege.

## Aufgaben der Präsenzmitarbeiter
Die dezentrale Essenzubereitung ist eine der wichtigsten Aufgaben der Präsenzmitarbeiter. Die Speisen werden ausschließlich innerhalb der Hausgemeinschaften und von ihren Mitgliedern zubereitet. Während in konventionellen stationären Einrichtungen die Bewohner nur aus einem gegebenen Speiseplan auswählen können, können diese Hausgemeinschaften ihren Speisezettel mitplanen.
Für eine unabhängige Haushaltsführung sind Funktionsräume mit Kühltruhen, -schränken und dergleichen erforderlich.

## Formen stationärer Hausgemeinschaften
1. Solitäre Hausgemeinschaft – Eine Solitäre Hausgemeinschaft ist vollständig autark, ohne eine räumliche Anbindung an andere soziale Einrichtungen, aber oft organisatorisch als so genannter „Satellit“ an eine vollstationäre Pflegeeinrichtung angegliedert.
2. Hausgemeinschaften als Teil von vollstationären Pflegeeinrichtungen – Bei größeren Pflegeeinrichtungen sind gelegentlich nur einzelne Bereiche oder Etagen des Hauses mit Hausgemeinschaften besetzt, während ansonsten „klassisch gepflegt“ wird.
3. Hausgemeinschaftskomplexe – Hausgemeinschaftskomplexe sind homogene Einrichtungen, die mehrere Hausgemeinschaften unter einem Dach vereinigen.